# Александрув-Лудзки
Алекса́ндрув-Лу́дзки (пол. Aleksandrów Łódzki) — город в Польше, входит в Лодзинское воеводство, Згежский повят. Имеет статус городско-сельской гмины. Занимает площадь 13,47 км². Население — 20 342 человека (на 2004 год).

## История

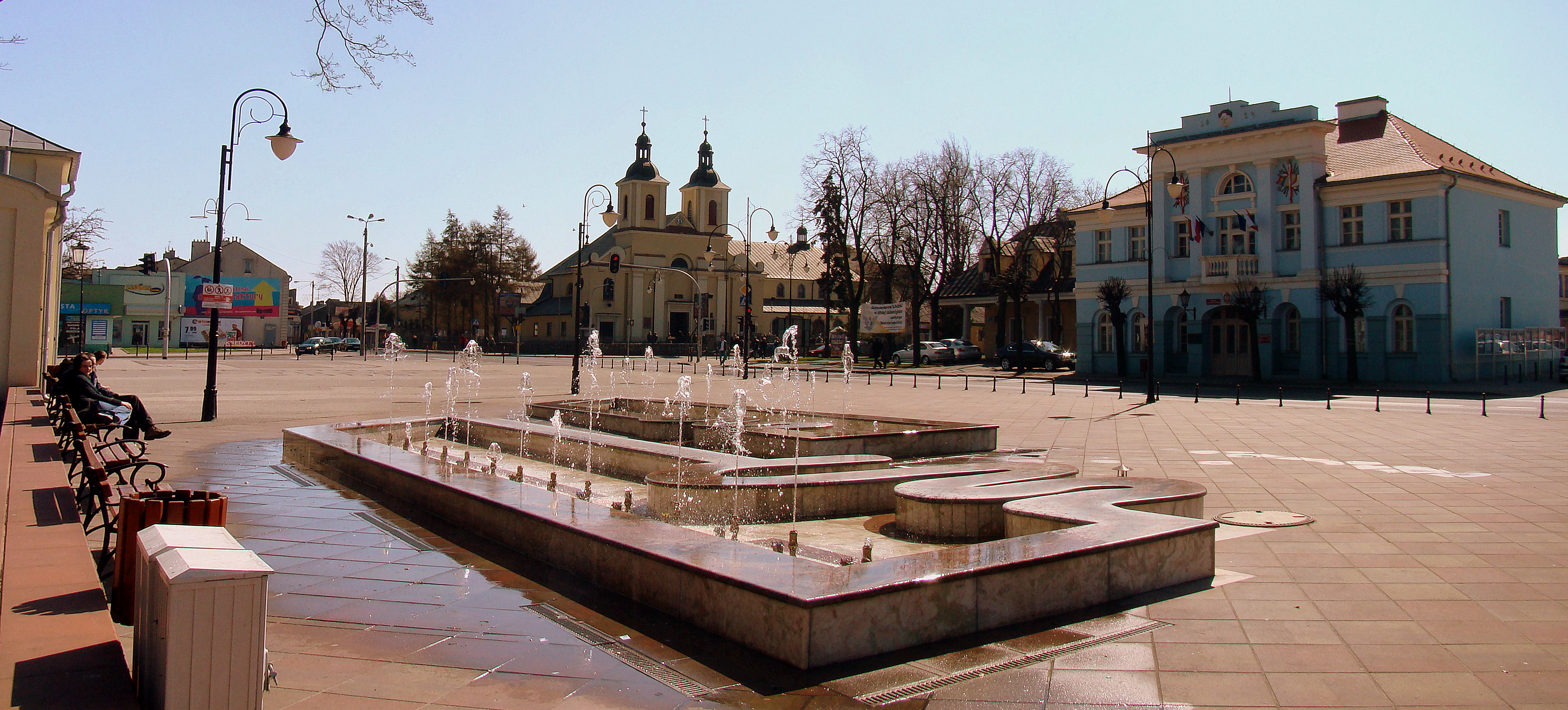
Александрув-Лудзки